# クリス・ヘンリー (ラグビー選手)
クリス・ヘンリー（Chris Henry、1984年10月17日 - ）は、アイルランドの元ラグビーユニオン選手。

## プロフィール
- 北アイルランド・ベルファスト出身[1]。
- 現役時代のポジションはフランカー(FL)。
- 身長 191cm、体重 107kg
- 7人制アイルランド代表に選ばれたことがある。
- アイルランド代表通算キャップ数は24でラグビーワールドカップ2015のアイルランド代表に選ばれた[2]。

## 略歴
2006年、アルスターに加入。 
2018年、現役を引退した。